# Chocolate (canção de Snow Patrol)
"Chocolate" é o terceiro single do álbum Final Straw da banda Snow Patrol.
A versão single é muito diferente da versão original. A mais notável diferença é a harmonia do solo entre o 1º refrão e 2º verso do single, em vez de riffs de guitarra.
Apesar da música comparativelmente com tons altos e riffs de guitarra, as letras são de desesperação e solene auto-reflexão.
Na versão editada de "Chocolate" é apresentada em um trailer do filme The Last Kiss, apresentando Zach Braff. Ainda aparece no episódio de Torchwood chamado "Cyberwoman".

## Videoclipe
O vídeo mostra cenas de pânico que aparentemente "é o fim do mundo" No centro da cena é uma ampulheta que anda muito rápido. Com duas ligações, as íltimas linhas da música "I promise I'll do anything you ask... this time" pode ser interpretada em tom irônico, em que todos que ouvem estão se olhando por perdão a um amigo para oferecer um futuro melhor, é realmente o fim do mundo, e eles não terão esse tempo mais.
Entretanto depois que a música acaba, o vocalista Gary Lightbody dá um tiro, inverte a ampulheta, efetivamente transformando tudo em outro momento de pânico.

## Faixas
- CD

1. "Chocolate" (video)
2. "Run" (Edição de Jackknife Lee Remix) – 4:30
3. "One Night Is Not Enough" (ao vivo do Liquid Rooms) – 4:19

- 7"

1. "Chocolate" – 3:09
2. "Run" (Edição de Jackknife Lee Remix) – 4:30

## Paradas musicais
| Paradas (2004)         | Melhor posição |
| ---------------------- | -------------- |
| UK Singles Chart       | 24             |
| Holanda Singles Chart  | 34             |
| Irlanda Singles Top 50 | 40             |
| Paradas(2005)          | Melhor posição |
| Modern Rock Tracks     | 40             |
| Paradas (2006)         | Melhor posição |
| UK Singles Chart       | 196            |
| Paradas (2009)         | Melhor posição |
| UK Singles Chart       | 151            |